# Ioan Dordea
Ioan Dordea a luat parte la Marea Adunare Națională din 1 decembrie 1918 de la Alba-Iulia în calitate de prim delegat și reprezentant al Cercului Electoral Ocna-Sibiului.

## Biografie
Ioan Dordea a fost de profesie era avocat, profesie care a început-o în anul 1908. În anul 1918 a fost căpitan în Regimentul Nr. 20 de artileria Homezească. După Adunarea de la Alba-Iulia a fost numit comisarul guvernului la Băile și Salinele Statului.